# Lumo

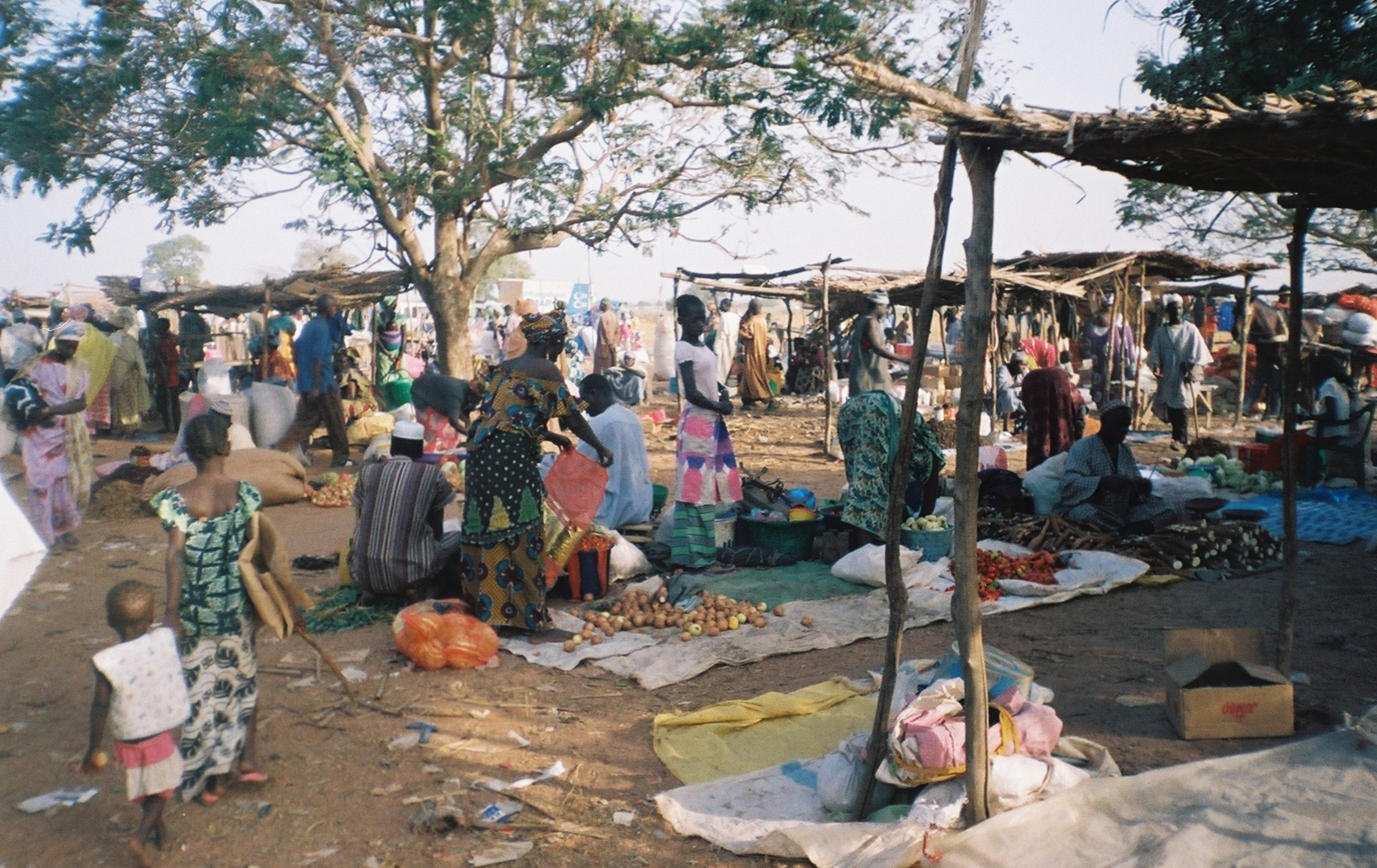
Lumo in Farafenni, Gambia

Lumo (Lumo = Wolof, Lume = Mandinka und Fulfulde) ist die Bezeichnung für Wochenmärkte, die in Dörfern und kleinen Städten in Ländern Westafrikas stattfinden (u. a. in Gambia, Senegal und Guinea-Bissau). Die beliebtesten sind die gambischen Lumo in Farafenni, Wassu und Orten in der Nähe der Stadt Basse Santa Su.
Lumo finden immer an einem feststehenden Wochentag statt. Oft kommen die Händler auch aus entlegenen Regionen sowie aus benachbarten Ländern.